# Niszczyciele typu Shiratsuyu
Shiratsuyu – typ japońskich niszczycieli okresu międzywojennego i II wojny światowej, składający się z 10 jednostek, a także nazwa głównego okrętu typu.

## Historia
Typ Shiratsuyu wywodził się z poprzedniego typu Hatsuharu, który stanowił odwrót od budowania dużych niszczycieli w rodzaju typu Fubuki, na rzecz mniejszych okrętów, mieszczących się w limitach wyporności dla niszczycieli 1500 t, nałożonych traktatem londyńskim z 1930. Pierwsze sześć okrętów typu zostało początkowo zamówionych jako jednostki typu Hatsuharu, w ramach pierwszego programu wymiany jednostek floty z 1931 roku. Na skutek jednak katastrofy – przewrócenia się torpedowca „Tomozuru” w 1934, Japończycy zaczęli przywiązywać dużą wagę do stateczności okrętów i podjęli działania w kierunku jej poprawy w nowo budowanych okrętach. Okręty typu Hatsuharu przebudowano, a dopiero co rozpoczęte sześć nowo budowanych okrętów przeprojektowano, tworząc typ nazwany od pierwszego okrętu Shiratsuyu. Dalsze cztery niszczyciele już poprawionego typu zamówiono w ramach drugiego programu wymiany floty z 1934 roku.

## Okręty
Nazwy okrętów pochodziły od zjawisk atmosferycznych – przede wszystkim deszczów i wiatrów.
| Nazwa      | rozpoczęcie budowy, stocznia    | data wodowania | wejście do służby | data zatopienia |
| Harusame   | 03. 02. 1935, Uraga Dock, Tokio | 21. 09. 1935   | 26. 08. 1937      | 08. 06. 1944    |
| Kawakaze   | 25. 04. 1935, Fujinagata, Osaka | 01. 11. 1936   | 30. 04. 1937      | 06. 08. 1943    |
| Murasame   | 01. 02. 1934, Fujinagata, Osaka | 20. 06. 1935   | 07. 01. 1937      | 06. 03. 1943    |
| Samidare   | 19. 12. 1934, Uraga Dock, Tokio | 06. 07. 1935   | 29. 01. 1937      | 25. 08. 1944    |
| Shigure    | 09. 12. 1933, Uraga Dock, Tokio | 18. 05. 1935   | 07. 09. 1936      | 24. 01. 1945    |
| Shiratsuyu | 14. 11. 1933, Arsenał w Sasebo  | 05. 04. 1935   | 20. 08. 1936      | 15. 06. 1944    |
| Suzukaze   | 09. 07. 1935, Uraga Dock, Tokio | 11. 03. 1937   | 31. 08. 1937      | 26. 01. 1944    |
| Umikaze    | 04. 05. 1935, Arsenał w Maizuru | 27. 11. 1936   | 31. 05. 1937      | 01. 02. 1944    |
| Yamakaze   | 25. 05. 1935, Uraga Dock, Tokio | 21. 02. 1936   | 30. 06. 1937      | 25. 06. 1942    |
| Yudachi    | 16. 10. 1934, Arsenał w Sasebo  | 21. 06. 1936   | 07. 01. 1937      | 13. 11. 1942    |

## Opis konstrukcji
W stosunku do typu Hatsuharu po modernizacji, okręty typu Shiratsuyu różniły się nieco mniejszą szerokością kadłuba i wypornością. Stateczność polepszało większe zanurzenie i nieco zmniejszona nadbudówka dziobowa. Zachowano ich uzbrojenie artyleryjskie, razem jednak z nieudanym rozmieszczeniem dwóch wież rufowych na jednym poziomie, spowodowanym obawami o stateczność okrętu w wypadku wyższego ustawienia wieży numer 2. Uzbrojenie torpedowe natomiast wzmocniono z dwóch potrójnych do dwóch poczwórnych aparatów torpedowych (zastosowanych po raz pierwszy na niszczycielach japońskich).
Niszczyciele typu Shiratsuyu miały typową architekturę dla japońskich niszczycieli. Kadłub miał podwyższony pokład dziobowy na ok. 1/3 długości. Na pokładzie dziobowym znajdowała się jedna dwudziałowa wieża artylerii, a za nią krótka, wieżowa nadbudówka. Dwie pozostałe wieże znajdowały się na pokładzie rufowym, jedna za drugą, tyłem do siebie. Spaliny z kotłów były odprowadzane przez dwa kominy, pomiędzy którymi była umieszczona na postumencie, w osi podłużnej okrętu, poczwórna wyrzutnia torpedowa. Druga wyrzutnia była umieszczona na pokładzie za drugim kominem, połączonym z niewielką nadbudówką. Za wyrzutniami znajdowały się pojemniki na torpedy zapasowe (dla pierwszej wyrzutni – po dwa po obu stronach drugiego komina, dla drugiej wyrzutni – cztery wkomponowane w małą nadbudówkę rufową). Na skutek zmiany sposobu przechowywania torped zapasowych pierwszej wyrzutni, drugi komin „powrócił” na miejsce w osi podłużnej okrętu (na typie Hatsuharu był lekko przesunięty w kierunku burty).
Uzbrojenie artyleryjskie okrętów (5 dział kalibru 127 mm) było dość silne, przy czym działa artylerii głównej, dzięki kątowi podniesienia 55° w nowych wieżach typu C, mogły w niewielkim zakresie zwalczać samoloty (co było jednak w praktyce utrudnione przez małą prędkość naprowadzania). Typowe dla japońskich niszczycieli od typu Fubuki rozmieszczenie dział w zamkniętych wieżach polepszało warunki ich obsługi. Nieudane było jednak rozmieszczenie wież rufowych na jednym poziomie, które znacząco ograniczało kąt ostrzału drugiej (licząc od dziobu), jednodziałowej wieży. Bardzo silne było uzbrojenie torpedowe, składające się z 8 wyrzutni torped z zapasem 16 torped, przy tym stosowane na japońskich niszczycielach torpedy kalibru 610 mm były znacznie skuteczniejsze od torped kalibru 533 mm, używanych powszechnie przez większość państw. Zapasowe torpedy, które były rzadko spotykane na niszczycielach innych państw, można było załadować w czasie poniżej minuty.
Słabą stroną okrętów było natomiast lekkie uzbrojenie przeciwlotnicze – początkowo jedynie wkm-y plot 13,2 mm, przed wybuchem wojny zamienione na dwa podwójne działka automatyczne 25 mm po obu stronach drugiego komina. Uzbrojenie to po wybuchu wojny stało się niewystarczające, wobec dominującej roli lotnictwa, toteż w latach 1942–1943 zdemontowano na okrętach jednodziałową wieżę rufową nr 2 i zastąpiono przez dwa potrójne stanowiska działek 25 mm i 4 wkm-y. Ponadto, zwiększono zapas bomb głębinowych w miejsce części zapasu torped. W porównaniu z okrętami amerykańskimi minusem jednak było stosowanie działek przeciwlotniczych Typ 96, stosunkowo małego kalibru, o mniejszej skuteczności. W połowie 1944 liczbę działek przeciwlotniczych 25 mm zwiększano od 13 do 21 na różnych okrętach.
Na bazie typu Shiratsuyu opracowano powiększone typy niszczycieli: Asashio, Kagerō i Yūgumo, będące podstawową grupą japońskich niszczycieli okresu II wojny światowej.

## Służba
Niszczyciele typu Shiratsuyu brały udział w licznych operacjach floty japońskiej począwszy od przystąpienia Japonii do II wojny światowej, z reguły w zespołach z niszczycielami innych typów. Większość – 8 okrętów weszło do akcji wspierając operacje desantowe na wodach Indonezji (wówczas Holenderskich Indii Wschodnich) i Filipin, 7 z nich wzięło udział w bitwie na Morzu Jawajskim (luty 1942). Wszystkie oprócz uszkodzonego „Suzukaze” wzięły udział w lotniczo-morskiej bitwie pod Midway (czerwiec 1942 – bez starć z okrętami przeciwnika), a następnie 6 w takim samym charakterze w bitwie koło wschodnich Salomonów (sierpień 1942). Wszystkie 9 niszczycieli (po zatopieniu „Yamakaze”) wzięły udział w działaniach pod Guadalcanalem w drugiej połowie 1942 roku, uczestnicząc w licznych rejsach zaopatrzeniowych tzw. Tokyo Express, część wzięła udział w I bitwie pod Guadalcanalem i innych starciach. Ocalałe okręty brały w 1943 roku udział w ewakuacji Guadalcanalu i działaniach na wodach zachodnich Wysp Salomona, w tym w rejsach transportowych. W tym okresie i później pełniły też zadania eskortowania konwojów. Dwa ocalałe do tej pory okręty wzięły udział w lotniczo-morskiej bitwie na Morzu Filipińskim (czerwiec 1944, bez starć z okrętami), a ostatni – „Shigure” w bitwie o Leyte.
Wszystkie zostały zatopione podczas wojny. Trzy jednostki zostały zatopione przez amerykańskie okręty nawodne, aż pięć padło ofiarą okrętów podwodnych, jeden został zatopiony przez lotnictwo amerykańskie i jeden zatonął w kolizji. Dwa utracono w 1942, dwa w 1943, pięć w 1944 i jeden w 1945 roku.

## Skrócone losy okrętów

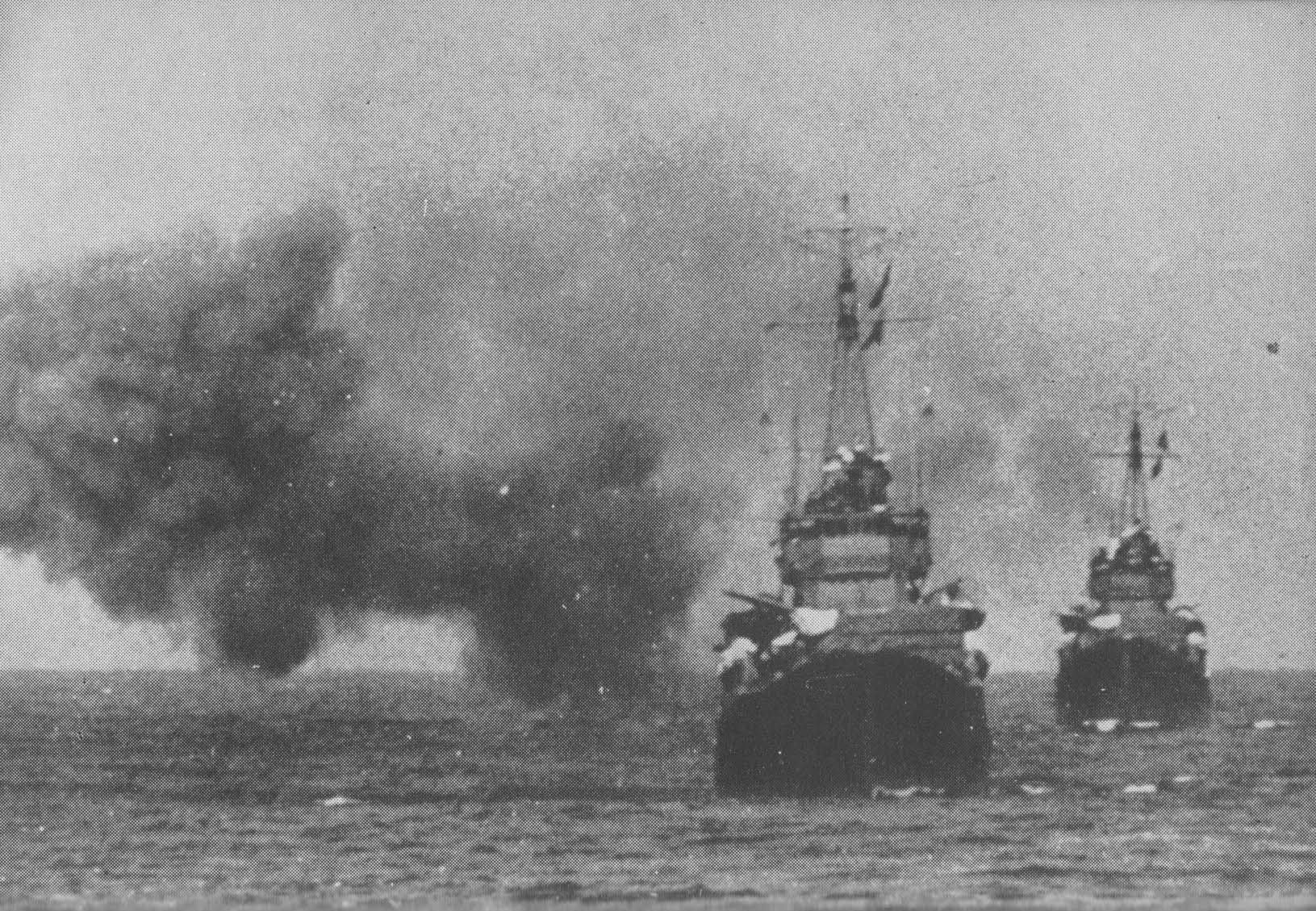
Niszczyciele „Shigure” i „Samidare” podczas walk na Wyspach Salomona

„Harusame” (pol. „Wiosenny deszcz”) – w składzie 2. dywizjonu niszczycieli 4. flotylli: działania na wodach Indonezji, bitwa na Morzu Jawajskim (luty 1942), bitwa pod Midway (czerwiec 1942, osłona lotniskowców), działania pod Guadalcanalem (sierpień-listopad 1942): rejsy zaopatrzeniowe Tokyo Express, bitwa koło wschodnich Salomonów (osłona lotniskowców), I bitwa pod Guadalcanalem. Następnie pełnił zadania eskortowe w składzie 27. zespołu niszczycieli. Zatopiony 8 czerwca 1944 koło Biaku przez amerykańskie lotnictwo armijne (bombowce B-25).
„Kawakaze” (pol. „Wiatr od rzeki”) – w składzie 24. dywizjonu niszczycieli 4. flotylli: działania na wodach Indonezji, bitwa na Morzu Jawajskim (luty 1942). Brał udział w zatopieniu krążownika HMS „Exeter” i niszczycieli HMS „Encounter” i USS „Pope” 1 marca 1942. Bitwa pod Midway (czerwiec 1942, osłona lotniskowców), działania pod Guadalcanalem (sierpień 1942 – luty 1943): rejsy zaopatrzeniowe Tokyo Express, bitwa koło wschodnich Salomonów (osłona lotniskowców), bitwa koło wysp Santa Cruz (osłona lotniskowców), I bitwa pod Guadalcanalem, bitwa pod Tassafarongą (udział w uszkodzeniu amerykańskich krążowników). Zatopiony 6 sierpnia 1943 w bitwie w zatoce Vella koło Kolombangary torpedami amerykańskich niszczycieli USS „Dunlap”, „Craven” i „Maury”.
„Murasame” (pol. „Przelotny deszcz”) – w składzie 2. dywizjonu niszczycieli 4. flotylli: działania na wodach Indonezji, bitwa na Morzu Jawajskim (luty 1942), bitwa pod Midway (czerwiec 1942, osłona lotniskowców), działania pod Guadalcanalem (sierpień-listopad 1942): rejsy zaopatrzeniowe Tokyo Express, bitwa koło wschodnich Salomonów (osłona lotniskowców), I bitwa pod Guadalcanalem. Zatopiony 6 marca 1943 w zatoce Kula koło Kolombangary przez amerykańskie krążowniki lekkie USS „Montpelier”, „Cleveland” i „USS Denver” i niszczyciele.
„Samidare” (pol. „Wczesny letni deszcz”) – w składzie 2. dywizjonu niszczycieli 4. flotylli: działania na wodach Indonezji, bitwa na Morzu Jawajskim (luty 1942), bitwa pod Midway (czerwiec 1942, osłona lotniskowców), bitwa koło wschodnich Salomonów (osłona lotniskowców), działania pod Guadalcanalem (październik 1942 -luty 1943): rejsy zaopatrzeniowe Tokyo Express, I bitwa i II bitwa pod Guadalcanalem. W składzie 27. zespołu niszczycieli działał na wodach zachodnich Wysp Salomona: bitwa pod Vella Lavella (6-7. 10. 1943), bitwa w Zatoce Cesarzowej Augusty (2. 11. 1943, uszkodzony w kolizji z „Shiratsuyu”). Bitwa na Morzu Filipińskim (czerwiec 1944, osłona lotniskowców). Uszkodzony 18 sierpnia 1944, na skałach w rejonie Palau, następnie 25 sierpnia 1944 zatopiony tam przez amerykański okręt podwodny USS „Batfish”.
„Shigure” (pol. „Jesienny deszcz”) – w składzie 27. dywizjonu niszczycieli 1. flotylli: bitwa na Morzu Koralowym (maj 1942, osłona lotniskowców), bitwa pod Midway (czerwiec 1942, osłona lotniskowców), działania pod Guadalcanalem (październik 1942 -luty 1943): rejsy zaopatrzeniowe Tokyo Express, I bitwa pod Guadalcanalem (uszkodzony). Działania na wodach zachodnich Wysp Salomona: bitwa w zatoce Vella (6. 8. 1943), bitwa pod Vella Lavella (6-7. 10. 1943), bitwa w Zatoce Cesarzowej Augusty (2. 11. 1943). 17 lutego 1944 uszkodzony przez okręty amerykańskie zespołu TF 58 koło Truk. Bitwa na Morzu Filipińskim (czerwiec 1944, osłona lotniskowców), bitwa morska o Leyte (w cieśninie Surigao, październik 1944). Zatopiony 24 stycznia 1945 na Malajach przez amerykański okręt podwodny USS „Blackfin” (36 zabitych).
„Shiratsuyu” (pol. „Lśniąca rosa”) – w składzie 27. dywizjonu niszczycieli 1. flotylli: bitwa na Morzu Koralowym (maj 1942, osłona lotniskowców), bitwa pod Midway (czerwiec 1942, osłona lotniskowców), działania pod Guadalcanalem (październik – listopad 1942): rejsy zaopatrzeniowe Tokyo Express, I bitwa pod Guadalcanalem. Ciężko uszkodzony 29 listopada 1942 koło wyspy Buna przez amerykańskie bombowce B-17. Bitwa w Zatoce Cesarzowej Augusty (2. 11. 1943 – uszkodzony w kolizji z „Samidare”). Zatonął 15 czerwca 1944 po kolizji z tankowcem „Seiyo Maru” (104 zabitych).
„Suzukaze” (pol. „Chłodna letnia bryza”) – w składzie 24. dywizjonu niszczycieli 4. flotylli: działania na wodach Indonezji, ciężko uszkodzony 4 lutego 1942 przez amerykański okręt podwodny USS „Sculpin”. Działania pod Guadalcanalem (sierpień 1942 – luty 1943): rejsy zaopatrzeniowe Tokyo Express, ostrzeliwanie lotniska Henderson Field, bitwa koło wschodnich Salomonów (osłona lotniskowców), bitwa koło wysp Santa Cruz, I bitwa pod Guadalcanalem, bitwa pod Tassafarongą (udział w uszkodzeniu amerykańskich krążowników). Bitwa w zatoce Kula (6. 7. 1943, lekko uszkodzony). 25 stycznia 1944 zatopiony w rejonie Karolinów przez amerykański okręt podwodny USS „Skipjack”.
„Umikaze” (pol. „Bryza”) – w składzie 24. dywizjonu niszczycieli 4. flotylli: działania na wodach Indonezji, bitwa na Morzu Jawajskim (luty 1942), bitwa pod Midway (czerwiec 1942, osłona lotniskowców), działania pod Guadalcanalem (sierpień 1942 – luty 1943): rejsy zaopatrzeniowe Tokyo Express, bitwa koło wschodnich Salomonów (osłona lotniskowców), bitwa koło wysp Santa Cruz (osłona lotniskowców), I bitwa pod Guadalcanalem. Ciężko uszkodzony 18 listopada 1942 koło wyspy Buna przez amerykańskie bombowce B-17. Pełnił następnie zadania eskortowe. Zatopiony 1 lutego 1944 pod Truk przez amerykański okręt podwodny „USS Guardfish”.
„Yamakaze” (pol. „Górski wiatr”) – w składzie 24. dywizjonu niszczycieli 4. flotylli: działania na wodach Indonezji i Filipin. 10 stycznia 1942 zatopił holenderski stawiacz min „Prins van Oranje”. Bitwa na Morzu Jawajskim (luty 1942). Brał udział w zatopieniu krążownika HMS „Exeter” i niszczycieli HMS „Encounter” i USS „Pope” 1 marca 1942. Brał udział w bitwie pod Midway (czerwiec 1942) w osłonie lotniskowców. Zatopiony 25 czerwca 1942 na zachód od Yokosuki przez amerykański okręt podwodny USS „Nautilus”.
„Yudachi” (pol. „Wieczorna letnia burza”) – w składzie 2. dywizjonu niszczycieli 4. flotylli: działania na wodach Indonezji, bitwa na Morzu Jawajskim (luty 1942), bitwa pod Midway (czerwiec 1942, osłona lotniskowców). Działania pod Guadalcanalem (od sierpnia 1942): rejsy zaopatrzeniowe Tokyo Express i na bombardowanie celów naziemnych. Ciężko uszkodzony podczas I bitwy pod Guadalcanalem w nocy z 12 na 13 listopada 1942 artylerią amerykańskich krążowników i niszczycieli, dobity rano 13 listopada przez ciężki krążownik amerykański USS „Portland”.

## Uzbrojenie i wyposażenie
- 1941
  - 5 dział 127 mm w wieżach dwudziałowych i jednodziałowej (2xII, 1xI).
    - długość lufy – L/50 (50 kalibrów), kąt podniesienia 55°

  - 4 działka przeciwlotnicze 25 mm Typ 96 (2xII)
  - 8 wyrzutni torpedowych 610 mm (2xIV) (16 torped)
  - 2 miotacze bomb głębinowych (16 bomb głębinowych)
- 1943-1944:
  - 4 działa 127 mm w wieżach dwudziałowych (2xII)
  - 10-21 działek przeciwlotniczych 25 mm Typ 96 (liczba zwiększana podczas wojny)
  - 4 wkm plot 13,2 mm
  - 8 wyrzutni torpedowych 610 mm (2xIV) (12 torped)
  - 4 miotacze bomb głębinowych (36 bomb głębinowych)